# 纸生仔

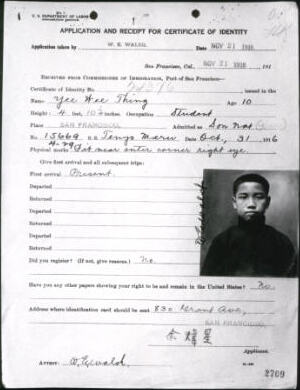
纸生仔身份档案

纸生仔（英語： 或 ）是指20世纪上半叶许多通过冒充别人子女身份移民北美的华人，當地華人稱此行為作買紙。

## 历史
1882年美国通过了《排华法案》，暂时冻结华裔移民。1892年十年期满后，国会再度制定《吉里法案》以延长《排华法案》的效力。1902年起则进一步取消时限，使《排华法案》永久化。1906年旧金山大地震爆发后，随之而来的大火烧毁了大量移民出生档案。一些华裔移民趁此机会声称自己出生于美国，并由此获得了美国籍。他们中一些人之后回到中国，不仅通过自己的美国籍将子女亲人接来美国，甚至还将自己的子女身份资料卖给其他人，使大量华人得以持假身份移民美国，这批人便被称为“纸生仔”。由于官方档案大都已不复存在，美国移民局只得在旧金山湾的天使岛移民站建立了一套盘查机制，以核实移民身份。审查过程通常要持续两到三周，有时甚至会长达数月。为了应付移民局官员的盘问，纸生仔们还专门背下了“父亲”的个人与家庭背景。据统计，1910年至1940年间进入美国的约17.5万华人中有80－90%为纸生仔。
《排华法案》最终于1943年被《麦诺森法案》所废止。
1956年起美国政府启动了华人招认项目，鼓励纸生仔坦白以假身份移民美国的经过，让他们有机会获得合法身份并改回自己原有的姓名。这一项目一直持续到1965年《移民与国籍法》颁布，期间有上万纸生仔参与了该计划并招认了自己的真实身份。不过，仍有不少纸生仔因害怕被追责而选择了隐瞒，终其一生都以假身份生活。其中一些人甚至从没有将这段经历透露给子女，最终将秘密带入坟墓。
此外，在加拿大也曾出现过类似的情形。1947年加拿大废除《1923年华人移民法》并接受亲属移民，于是大量持伪造出生证明的纸生仔开始移民加拿大。加拿大移民局于1959年发现了该问题，并经由加拿大皇家骑警调查证实。1960年，加拿大国会下议院华裔议员郑天华提出法案旨在赦免这些纸生仔。国会最后于1960年6月通过了特赦计划（Chinese Adjustment Statement Program）。至1970年为止，共有约1万2千名华人非法移民经由该计划向政府坦白身份并获准入籍加拿大。